# منتخب أستراليا لهوكي الجليد للسيدات
منتخب أستراليا لهوكي الجليد للنساء (بالإنجليزية: Australia women's national ice hockey team)‏ هو ممثل أستراليا الرسمي في المنافسات الدولية في هوكي الجليد في فئة هوكي الجليد للسيدات ‏.